# Andrew Cockburn (Ornithologe)
Andrew Cockburn (* 1954) ist ein australischer Evolutionsbiologe und Ornithologe. Er arbeitete an der Australian National University in Canberra und war dort Professor für Evolutionsökologie.
Er arbeitete und publizierte viel zum Fortpflanzungsverhalten der Breitfuß-Beutelmäuse (Antechinus) und dem in Australien und Tasmanien heimischen Prachtstaffelschwanz (Malurus cyaneus). Bei Letzteren untersuchte er über mehrere Jahre die Partnerwahl und das Sozialverhalten an Kolonien im Australian National Botanic Garden.
2001 wurde Cockburn zum Mitglied der Australian Academy of Science (FAA) gewählt, ihm wurde die Centenary Medal verliehen. Seit 2014 ist er Emeritus Professor of Evolutionary Ecology and Natural History in der Research School of Biology an der Australian National University.